# Rhogeessa alleni
Rhogeessa alleni és una espècie de ratpenat de la família dels vespertiliònids, única dels subgènere Baeodon del gènere Rhogeessa, tot i que algunes fonts la situen en un gènere propi (Beadon) dins la tribu Antrozoini.

## Hàbitat i ecologia
Se sap que aquesta espècie pot coneguda és insectívora i que viu en boscos tropicals caducifolis de Mèxic.